# 瑟勒斯坦·佛勒內

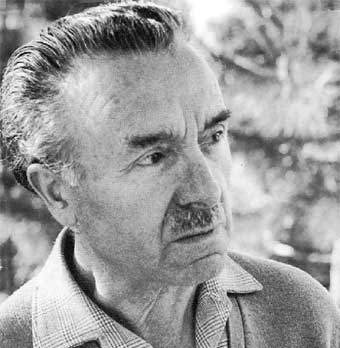
Freinet, 1960

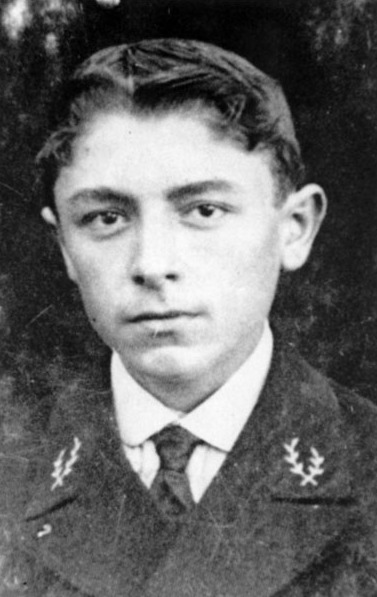
Freinet, 1914

塞莱斯坦·弗雷内（Célestin Freinet，1896年10月15日—1966年10月8日），法国著名教育学家、教育改革家。出生于1896年10月15日滨海阿尔卑斯省嘎尔，逝世于1966年10月8日滨海阿尔卑斯省旺斯。
先是在Bar-sur-Loup，尤其是在旺斯，他在他的妻子埃莉斯·弗雷内（Élise Freinet，1898年8月14日－1983年1月30日）的帮助下，与业内的教师们合作，开发了一系列的教学法技术。这些教学法技术是在建立在孩子们的自由表达的基础上的：自由写作、自由绘画、校际通信、印刷和学报、询问讨论、合作性会议等。他是政治和工会的活动家，在一个有着强有力的思想冲突的时代，他认为教育是一种进步的、解放政治和公民的手段。
他的名字被连接到弗雷内教学法，弗雷内教学法通过现代学校运动一直延续到了今天。一些弗雷内开发的技术已经进入到了各种教育机构，这些技术也激发了制度式教学法和一些更自由的、自主管理的研究。成为公立学校的旺斯弗雷内学校，于1991年成为联合国教科文组织的遗产。

## 早年
塞莱斯坦·弗雷内出生在普罗旺斯，是8个孩子中的第5个。他本人的学校生活非常不愉快，这影响了他的教学方法和改革的愿望。1915年，他被征召入伍，肺部受伤，这一经历使他变成一个坚定的和平主义者。
1920年，他担任Le Bar-sur-Loup的乡村小学教师，在那里佛勒內开始发展了他的教学方法。

## 教育改革
1923年，弗雷内购买了一台印刷机。最初是为了帮助他进行教学，因为他肺部受伤，不能长时间讲话。弗雷内使用印刷机为学生印刷了自由课本和班报，

## 弗雷内教育学的理念
塞莱斯坦·弗雷内“为一个总是更有效率、更加自由、更人性化的现代学校”说明的教学事实  
为了让教师们根据基本价值评估他们的课堂实践，使其体会摆在他们面前的、要用的方法，塞莱斯坦·弗雷内说明了这些事实。
包括对每条事实的批注和评估标准的全文可以在《塞莱斯坦·弗雷内的教学著作》的第2卷（第385-413页，Seuil 出版社，1994年）里找到。
1．儿童的本性
事实1
儿童的本性与成人相同。
事实2
年纪更大并不一定意味着在其他人之上。
事实3
一个孩子的在学校的行为是根据其生理、器官和体质状态来决定的。
2．儿童的想法
事实4
没有人（不论孩子还是成人）喜欢被权力控制。
事实5 （由上一条产生）
没有人喜欢被标准化，因为被标准化是被动地服从一个外部命令。
事实6（由以上几条产生）
没有人喜欢被强迫做一些工作，即使这工作自己不是特别讨厌。这是应力瘫痪。
事实7 （由以上几条产生）
每个人都喜欢选择自己的工作，即使这个选择并不能带来利益。
事实8 （由以上几条产生）
没有人喜欢不思考地运转，变成机器人，也就是说，做一些服从自己不参与的、被设计在机器中的想法的行为。
事实9 （总结以上几条）
我们需要使工作变得有积极性。
事实10
不再墨守陈规。
事实10A
每个人都希望获得成功。失败是孩子和热情的抑制剂、破坏者。
事实10B
对于儿童来说，游戏不是自然的，但工作是。
3． 教育技术
事实11
收获的正常途径绝不是观察、解释和示范（一般学校的主要流程），而是实验摸索，这是自然和普遍的方法。
事实12
记，在这么多学校都在做的情况下，只有当它融入实验摸索，真正为生活服务的时候，才是有效的、有价值的。
事实13
收获并不是像我们有时相信的那样，通过对规则和定律的学习而产生的，而是通过实验产生的。首先学习这些语言、艺术、数学、科学的规则和定律，就如同车前马后。
事实14
智力不像教授学院学问那样；它不是一个不管个人的其他必不可少因素，运转得像在封闭循环里的特殊能力。
事实15
一般学校只培养一种智力的抽象形式，这种智力表现为通过由记忆确定文字和思想，脱离活生生的现实。
事实16
孩子不喜欢听用权威和说教的方式讲的课。
事实17
孩子不厌倦做就是在他生活常态中的工作，对他来说是实用的。
事实18
没有人，既不是儿童，也不是成人，喜欢控制和惩罚，这么做总是被认为侮辱了其尊严，尤其是在公共场合实行的时候。
事实19
分数和排名始终是一个错误。
事实20
尽可能少说。
事实21
孩子不喜欢个人必须屈从的群体工作。他们热爱个人工作或在一个合作团体中的团队工作。
事实22
在课堂上，秩序和纪律是必需的。
事实23
惩罚永远是一种错误。它是一种永远达不到目标的羞辱。他们充其量只是头痛医头，脚痛医脚。
事实24
学校的新生活意味着整个学校的合作，也就是说，包括教育工作者等的“学校的用户”管理学校的生活和工作。
事实25
班级的超负荷永远是一种教学错误。
事实26
目前，这种大规模化的学校设计导致了教师和学生无法互相了解（甚至都不知道对方的名字），因此，这种设计永远是一种错误和障碍。
事实27
我们通过学校里的民主来准备明天的民主。一个专制政体的学校不知道怎么成为民主公民的教育者。
事实28
我们只能在维护尊严中进行教育。尊重儿童，是尊重他们的老师的前提，这是学校革新的首要条件之一。
事实29
如同每个人对社会和政治有不同的看法一样，对作为它们的元素之一教学法的看法有时会是完全相反的，这也是一个事实，唉！我们只能面对它，我们自己无法避开或改变它。
事实30
最后，一个论证我们所有的探索并证实我们的行为的事实是对生活有希望的乐观主义。